# Sjeverozapadni bantuski jezici
Sjeverozapadni bantuski jezici, grana uže skupine bantuskih jezika koji se govore u državama unutrašnje Afrike. Obuhvaća (174) jezika u državama Kamerun, Kongo, Ekvatorska Gvineja, Gabon, Srednjoafrička Republika, Demokratska Republika Kongo. Dijele se na više skupina (nazvanih A, B. i C; prema zonama) i podskupina: 
a) A (53):
a1. Bafia (A.50) (5): bafia, dimbong, hijuk,  lefa, tibea;
a2. Basaa (A.40) (4): bakoko, bankon, barombi, basaa;
a3. Bube-Benga (A.30) (5): batanga, benga, bube, ngumbi, yasa;
a4. Duala (A.20) (7): bakole, bubia, duala, isu, malimba, mokpwe, wumboko;
a5. Kako (A.90) (3): kako, kwakum, pol;
a6. Lundu-Balong (A.10) (8): ;
a. bonkeng,
b. Ngoe (5): akoose, bafaw-balong, bakaka, bassossi, mbo;
c. nkongho;
d. Oroko (1): oroko
a7. Makaa-Njem (A.80) (13): bekwil, bomwali, byep, gyele, kol, koonzime, makaa, mpiemo, mpongmpong, ngumba, njyem, so, ukhwejo;
a8. Yaunde-Fang (A.70) (8): bebele, bebil, beti, bulu, eton, ewondo, fang, mengisa;
b) B (52):
b1. Kele (B.20) (10): kélé, kota, mahongwe, mbangwe, ndasa, ngom, sake, seki, sighu, wumbvu;
b2. Mbere (B.60) (6): kaningi, mbere, ndumu, ngul, ombamba, yangho;
b3. Myene (B.10) (1): myene;
b4. Njebi (B.50) (4): duma, njebi, tsaangi, wandji;
b5. Sira (B.40) (7): barama, bwisi, lumbu, punu, sangu, sira, vumbu;
b6. Teke (B.70) (12): ibali (kiteke), ngungwel, tchitchege, teke-eboo, teke-fuumu, teke-kukuya, teke-laali, teke-nzikou, teke-tege, teke-tsaayi, teke-tyee, yaka;
b7. Tsogo (B.30) (5): bubi, kande, pinji, simba, tsogo;
b8. Yanzi (B.80) (6): boma, ding, mfinu, mpuono, tiene, yansi;
b9. neklasificirani: molengue
c) C (69):
c1. Bangi-Ntomba (C.40) (27): babango, baloi, bamwe, bangala, bangi, boko, bolia, boloki, bolondo, bomboli, bomboma, bozaba, budza, dzando, libinza, likila, lingala, lobala, lusengo, mabaale, moi, ndobo, ndolo, ntomba, sakata, sengele, yamongeri;
c2. Bushong (C.90) (5): bushoong, dengese, lele, songomeno, wongo;
c3. Kele (C.60) (6): foma, kele, lombo, poke, so, mbesa;
c4. Mbosi (C.30) (6): akwa, koyo, likwala, likuba, mboko, mbosi;
c5. Mongo (C.70) (4): lalia, mongo-nkundu, ngando, ombo;
c6. Ngando (C.10) (2): ngando, yaka;
c7. Ngombe (C.50) (8): bwa, bwela, kango, ligenza, ngelima, ngombe, pagibete, tembo;
c8. Ngundi (C.20) (6): bomitaba, bongili, dibole, mbati, ngundi, pande;
c9. Tetela (C.80) (5): kela, kusu, nkutu, tetela, yela

## Vanjske poveznice
- Ethnologue (14th)
- Ethnologue (15th)